# René Jeanne
René Jeanne (1887 – 1969) è stato uno sceneggiatore e giornalista francese.

## Biografia
Marito dell'attrice Suzanne Bianchetti, alla sua morte ideò nel 1937 un premio alla sua memoria, il Prix Suzanne Bianchetti, che premia le migliori attrici emergenti in Francia.
Giurato nel 1937 e nel 1938 alla Mostra di Venezia, Jeanne ebbe l'idea di suggerire a Jean Zay, ministro francese della Pubblica Istruzione, di creare anche in Francia un festival di cinema internazionale. Zay apprezzò l'idea da cui sarebbe poi nato il Festival di Cannes.
Direttore durante la prima guerra mondiale dell'Etablissement Cinématographique des Armées, si sposò con l'attrice Suzanne Bianchetti (1889-1936). Jeanne diventò in seguito giornalista e sceneggiatore, occasionalmente anche attore (partecipò in questa veste al celebre Napoléon di Abel Gance).

## Filmografia

### Sceneggiatore
- La violetera di Siviglia (Violettes impériales), regia di Henry Roussel (1932)

### Attore
- Napoléon, regia di Abel Gance (1927)